# Bamako
Bamako je největším a také hlavním městem západoafrického státu Mali. Nachází se na řece Niger a je také významným říčním přístavem. Zároveň je finančním a průmyslovým centrem země s 4,2 miliony (2022) obyvatel. Patří k městům s nejnižší kvalitou života na světě (v roce 2018 se umístilo na 220. místě z 231 měřených). Přibližně třetina obyvatel hlavního města Mali žije pod hranicí chudoby.

## Název
Název v místním jazyce bambara označuje krokodýlí ocas.

## Přírodní poměry
Město leží na obou břežích řeky Nigeru v rovinaté krajině, kterou charakterizují pravidelné záplavy, zvyšující úrodnost okolní půdy. Jedinou vyvýšeninou lze najít na severním okraji Bamaka, kde se nachází pozůstatek vyhaslé sopky. Tam je umístěn i prezidentský palác a hlavní nemocnice.

### Podnebí a vodstvo
Město má velmi horké podnebí po celý rok. Nejteplejší část roku je od března do května. Nejchladněji je potom mezi listopadem a únorem. Období sucha se vyznačuje téměř neexistujícími srážkami, a to v době od listopadu do dubna. Období dešťů potom je typické pro měsíce letní. Nastupuje většinou v květnu s řadou bouřek a potom pokračuje jako klasický monzun mezi červnem až říjnem.

### Flora a fauna
Pravidelné letní deště vytvořily v prostředí s přirozeně horkým klimatem vznik částečně zalesněné savany.

## Historie

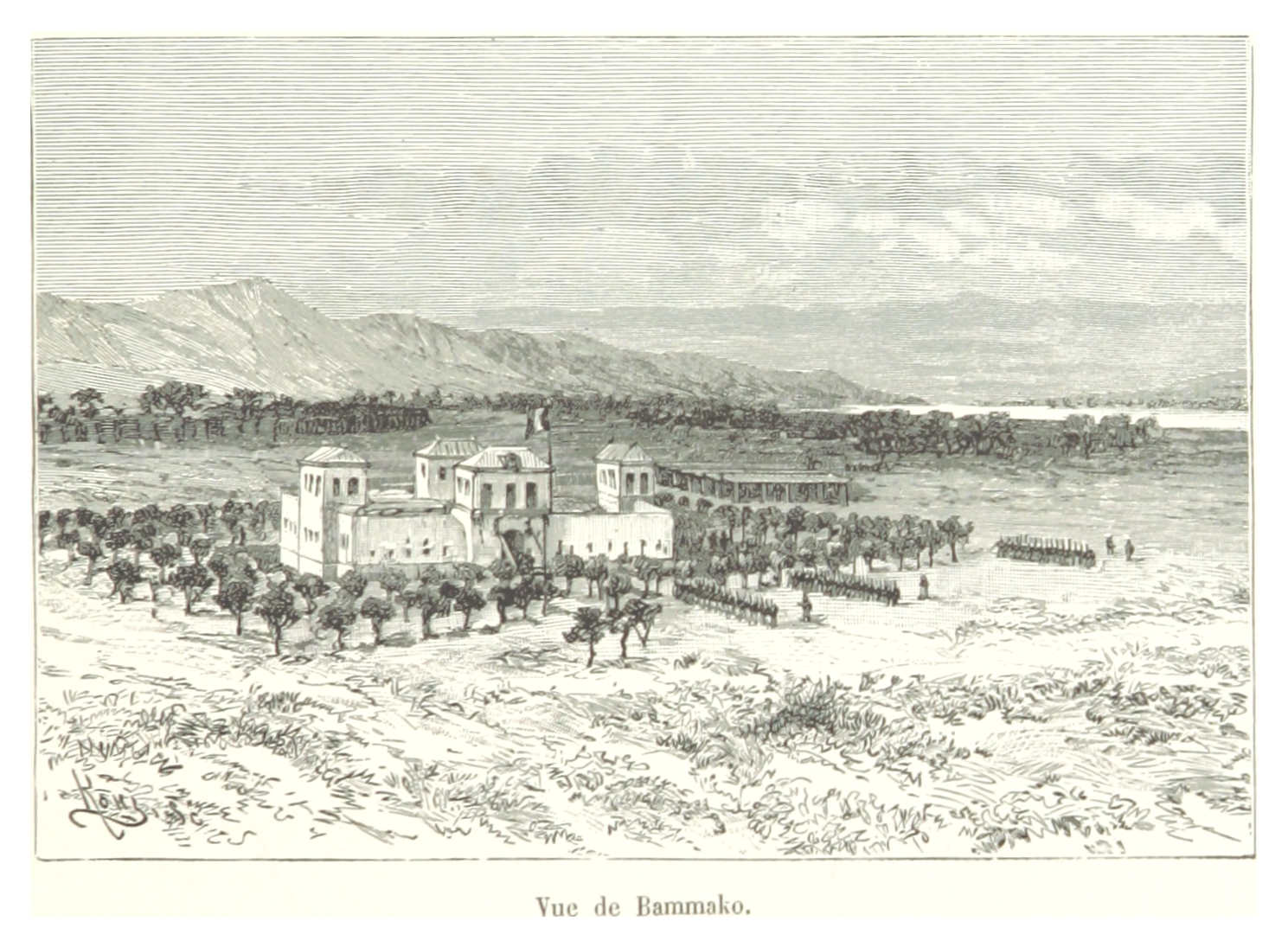
Francouzská pevnost.

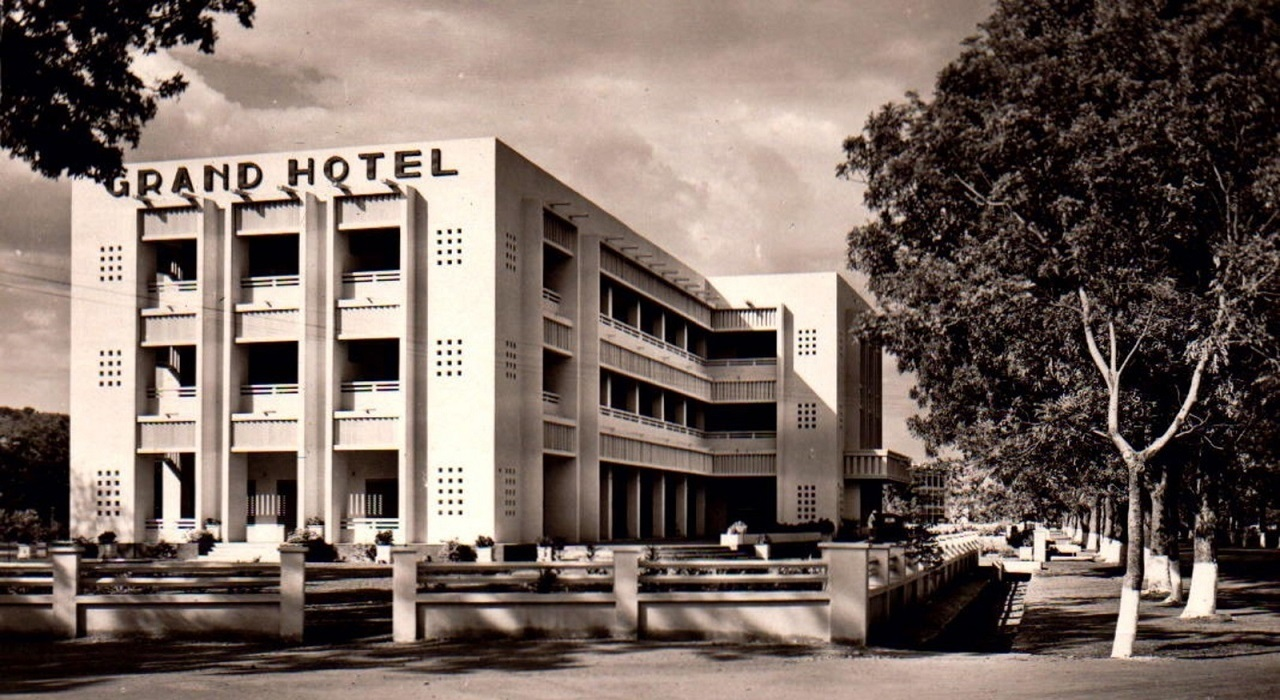
Grand hotel Bamako v 50. letech 20. století.

Ulice ve městě v 80. letech minulého století.

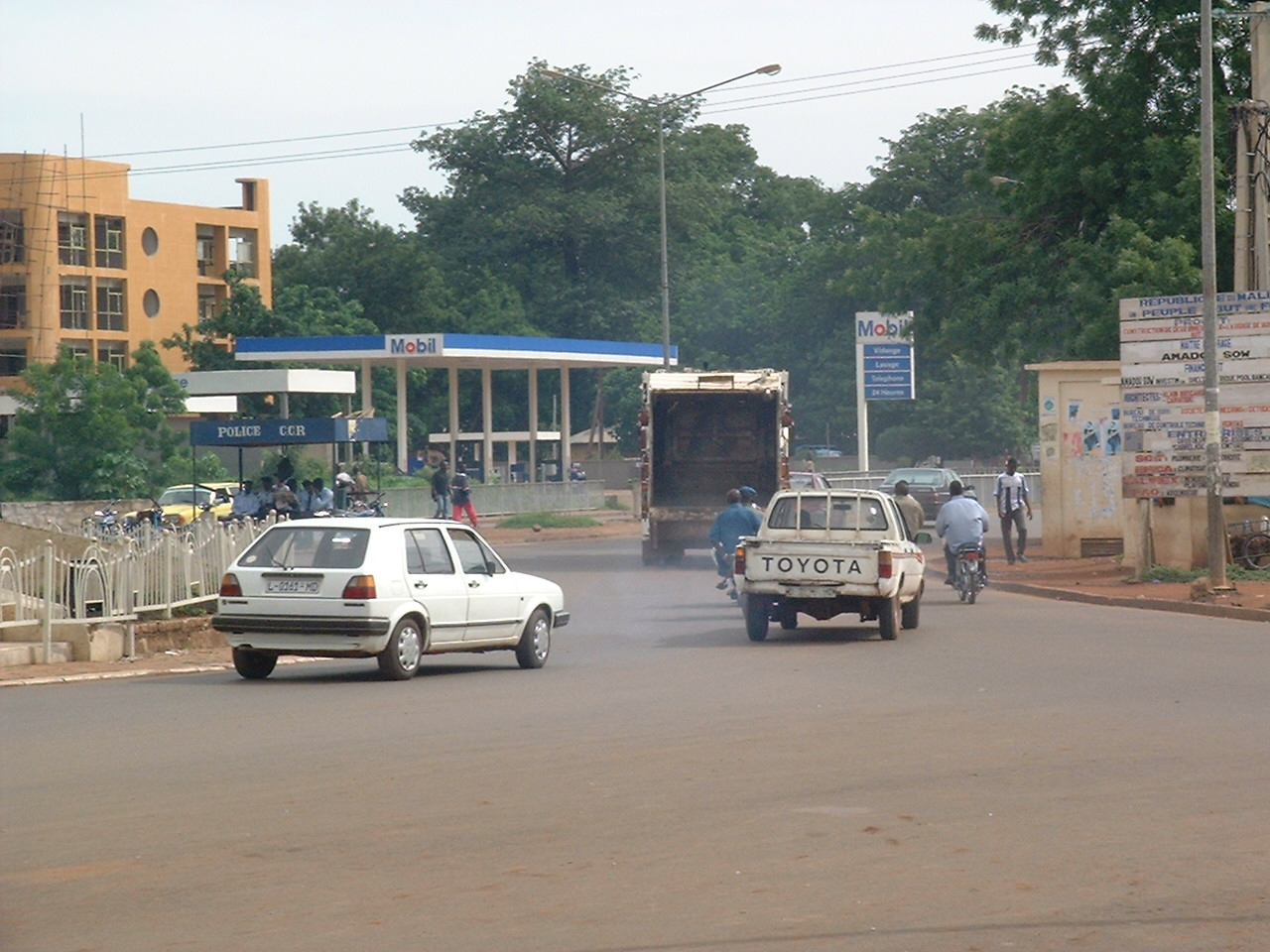
Doprava v Bamaku v roce 2004.

### Bamako do roku 1900
Oblast dnešního města byla již souvisle osídlena v dobách paleolitu. Přirozeně zde vznikalo osídlení díky úrodné půdě a blízkosti veletoku. Dalšími vhodné příležitosti představovaly obchodní stezky, které tudy probíhaly; nedaleké naleziště zlata, obchod se slonovinou ořechy a solí.
Významným centrem islámské vzdělanosti bylo Bamako v době existence středověkého státu Mali (od 11. až do 15. století).
Současné město bylo založeno v 17. století, jehož význam v 19. století poklesl. Tehdy se jednalo téměř o něco větší vesnici. V roce 1883 město obsadili Francouzi a vybudovali tu pevnost. V roce 1904 byla do Bamaka zavedena železnice. Administrativní jednotka, do které město v rámci francouzské kolonie spadalo (cercle) měla tedy i s Bamakem samotným 160 tisíc obyvatel. Prodloužení dráhy až do západoafrického a senegalského Dakaru bylo dokončeno v roce 1923.

### 20. století
Od roku 1908 pak město ustanovili jako centrum Francouzského Súdánu. Do roku 1945 bylo Bamako domovem pro 37 tisíc lidí, z toho ale jen tisícovka byli Francouzi. Guvernér Henri Terrasson de Fougères se snažil město zlepšit řadou nových staveb, jakými byla např. vojenská nemocice. Vznikla také římskokatolická katedrála a Dům řemeslníků (francouzsky Maison des Artisans). Roku 1947 spatřil světa první most přes veletok Niger a o rok později byla zbudována velká mešita. Dle tehdy platných (ještě francouzských) zákonů se roku 1955 stalo Bamako samosprávnou obcí s voleným starostou, kterým byl Modibo Keïta.
Růst obyvatelstva nastal ve druhé polovině 20. století, ještě roku 1960 zde žilo pouze 165 000 lidí. Vlivem této skutečnosti se město začalo šířit do všech směrů. Z původního centra, které se nacházelo severně od řeky Nigeru se hlavní masa obyvatelstva přesunula na břeh jižní. Rozvoj města co do počtu lidí intenzivikovala také sucha v 70. a 80. letech 20. století. Původní metropoli tak obklopila rozšiřující se sídelní kaše, která pohltila řadu okolních vesnic i menších měst.
Po nějakou dobu bylo Mali pod sovětským vlivem. znárodnění však skončilo katastrofou a krachem státních podniků, což vyústilo v nepokoje. V roce 1968 ujal moci generál Moussa Traoré po úspěšném převratu. Jeho vláda byla charakterizována také chybami v řízení velkých firem, suchem a velmi skromným rozvojem metropole, která navíc pokračovala v populačním boomu. V druhé polovině 80. let došlo k menší liberalizaci ekonomiky. Teprve až v roce 1991 ale došlo k rozsáhlým protestům proti Traoérho vládě, které skončily po několika dnech vojenským převratem. Ustanoven byl výbor pro předání moci (francouzsky Comité de Transition pour le Salut du Peuple). V 90. letech se stal voleným starostou Ibrahima N'Diaye.
Město bylo rozděleno do šesti správních obvodů, které byly označeny římskýmí číslicemi (Bamako I, Bamako II, Bamako III, Bamako IV, Bamako V a Bamako VI). Toto dělení bylo účinné dle vládního usnesení z roku 1978. Každý z obvodů měl vlastního starostu i zastupitelstvo.
V roce 1987 se zde konala konference Světové zdravotnická organizace, známá jako Bamacká iniciativa, která zásadně formovala africkou zdravotní politiku.
Roku 1998 překročilo Bamako jeden milion obyvatel.

### 21. století
Roku 2010 přesídly některé vládní úřady do nového komplexu s názvem Cité Administrative, který vyrostl za pomoci investic z Lybie. Areál byl budován od roku 2010.
V druhé dekádě 21. století bylo Bamako častým cílem řady teroristických organizací s džihádistickým pozadím. Dne 20. listopadu 2015 zde dva ozbrojenci drželi 170 rukojmích v místním hotelu Radisson Blu. 21 z nich bylo zabito spolu s dvěma ozbrojenci při sedmihodinovém boji o hotel. Dne 17. srpna 2024 byla napadena jinou organizací vojenská škola, při níž bylo zabito několik vojáků. Cílem bylo i mezinárodní letiště. V souvislosti s ochranou města před těmito útoky působí v Bamaku zahraniční vojáci, včetně českých.
V roce 2019 město zažilo rekordní vlnu veder, která v dubnu způsobila více než 550 úmrtí. Předpokládá se, že změna klimatu, ke které je region Sahelu obzvláště citlivý, může vést k ještě závažnějším vlnám veder v budoucnu.
Dramatický růst počtu obyvatel pokračoval i v první polovině 21. století; zatímco roku 2009 zde žilo 1,8 milionu lidí, roku 2022 to bylo již 4,2 milionu. V současné době je Bamako jedním z nejrychleji rostoucích měst na světě a přepokládá se, že počet obyvatel dosáhne do roku 2050 více než sedmi milionů. V 3. dekádě 21. století bylo 7. největším městem v Africe. Také bylo jedním z deseti nejrychleji rostoucích na světě (v roce 2012). Takové změny si vynucují i v jedné z nejméně rozvinutých zemí Afriky podstatné investice do rozvoje místní infrastruktury. Vznikají moderní obchodní centra, nové budovy a další potřebné stavby. Hlavními zahraničními investory jsou zde Saúdská Arábie a Čínská lidová republika.

## Obyvatelstvo

### Struktura obyvatelstva
Z národnostního hlediska je místní obyvatelstvo smíšené a zastoupeny jsou v něm všechna etnika přítomná v Mali. 46 % obyvatel Bamaka mluví jako svým mateřským jazykem bambarštinou, do roku 2023 byla ale francouzština jediným úředním jazykem.
Dramatický růst počtu obyvatel vede k tomu, že většina obyvatel Bamaka je mladších 20 let.

### Náboženský život
Obyvatelstvo se v drtivé většině hlásí k sunnitskému islámu. Ve městě se nachází Velká mešita v Bamaku.
Ve městě stojí také několik kostelů, většinou Římskokatolické církve. Město je sídlem arcidiecéze.

## Obecní správa a politika
Širší město je rozděleno na 20 správních jednotek a užší město (urbanizovaná část) na 10 částí.

### Ostatní instituce
V Bamaku sídlí také Národní zoologická zahrada Mali.

## Hospodářství

### Zemědělství

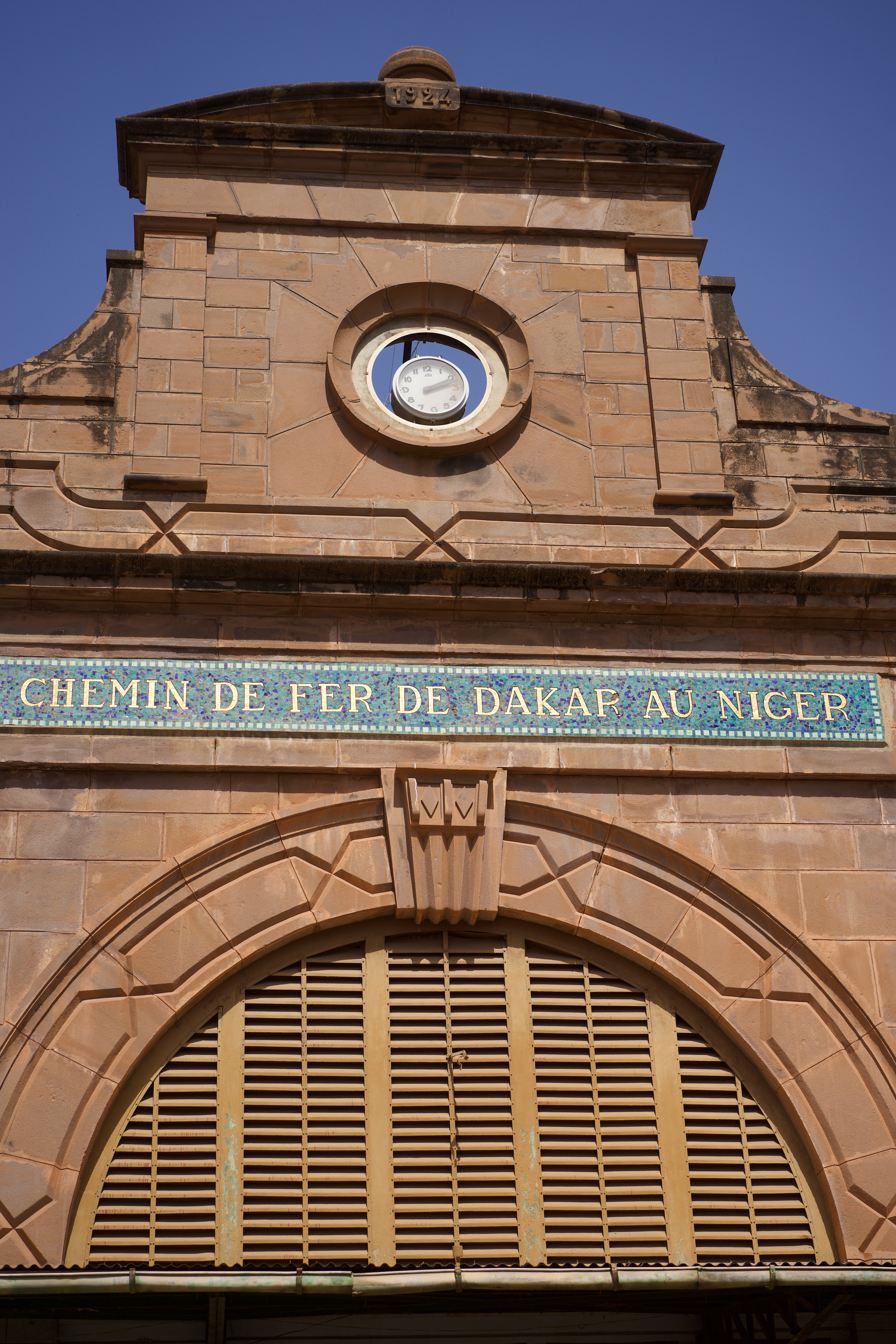
Průčelí místní železniční stanice.

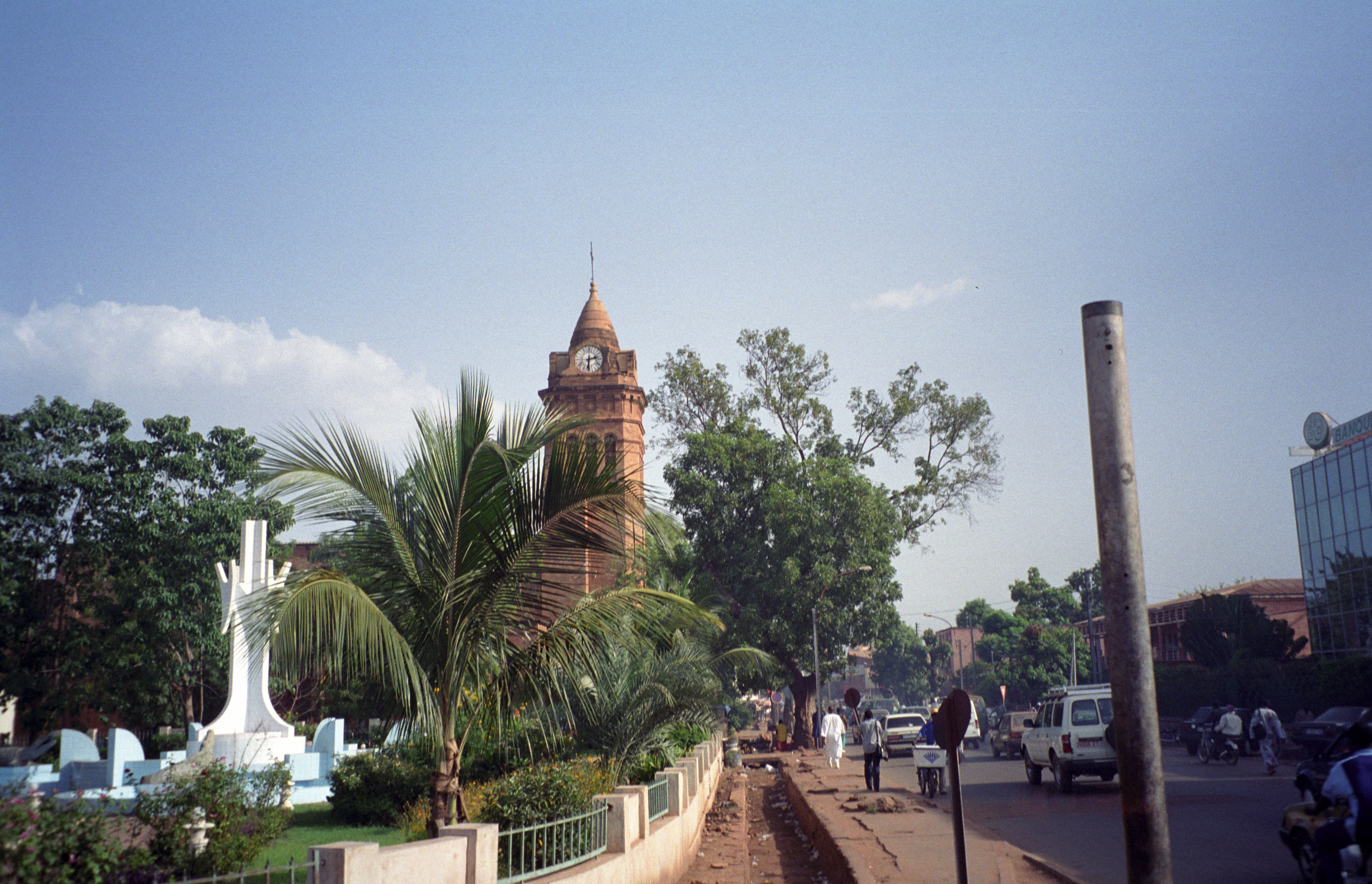
Místní katedrála s ulicí a parkem.

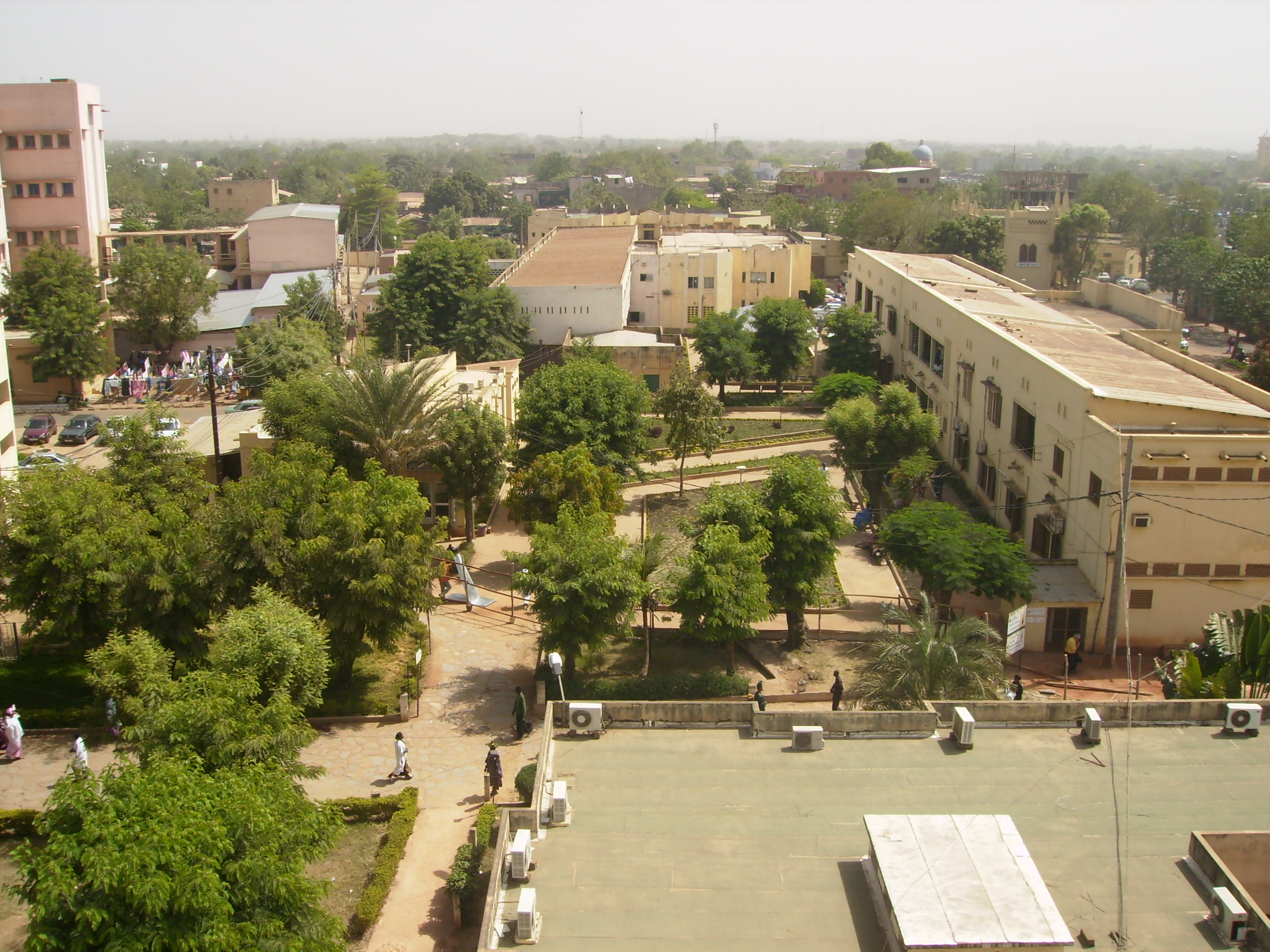
Pohled z nemocniční budovy.

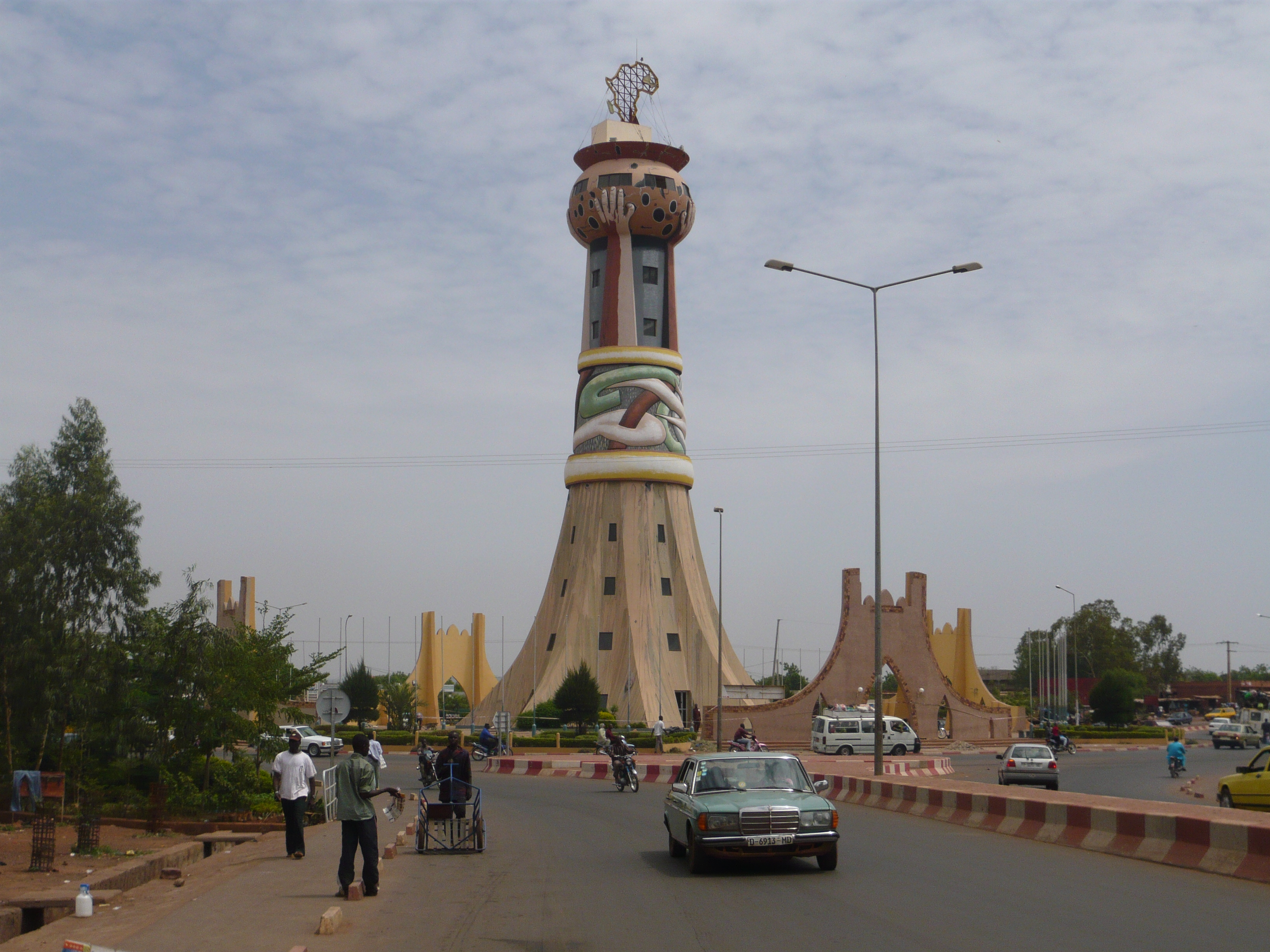
Věž Tour d'Afrique.

Na řece Nigeru je zastoupeno v prostoru hlavního města rybářství, v okolí města se pěstuje balvna a další plodiny, jako jsou např. čirok nebo kukuřice. V období sucha jsou pěstovány např. jahody, okra a další na menší ploše.

### Průmysl
V Bamaku se nachází velká část průmyslu i obchodu země. Převažuje zde textilní průmysl, dále zpracování masa a kovů. Vyrábí se zde také motrorová vozidla[zdroj?], zemědělské stroje, stavební materiál a baterie. Bamako se na průmyslové aktivitě celého Mali podílí sedmdesáti procenty. Některé velké podniky v této oblasti v hlavním městě zaměstnávají i více než tři tisíce lidí.
Energie pro město a místní průmysl se získává především z vodní nádrže Sélingué na řece Nigeru, která stojí proti proudu.

### Služby
Sektor služeb je zde relativně malý. Rozšířený je klasický trh. Ve městě se nachází velký počet různých tržnic. Tradiční část města se nacházela severně od řeky Nigeru a byla vymezena trojúhelníkem ulic Avenue du Fleuve, Rue Baba Diarra a Boulevard du Peuple. 

### Turistika
Turistický sektor je malý a Bamako má obecně malé množství zahraničních návštěvníků. V roce 2018 navštívilo Bamako 202 714 zahraničních návštěvníků.

### Věda a výzkum
V Bamaku sídlí několik výzkumných institutů.

## Doprava

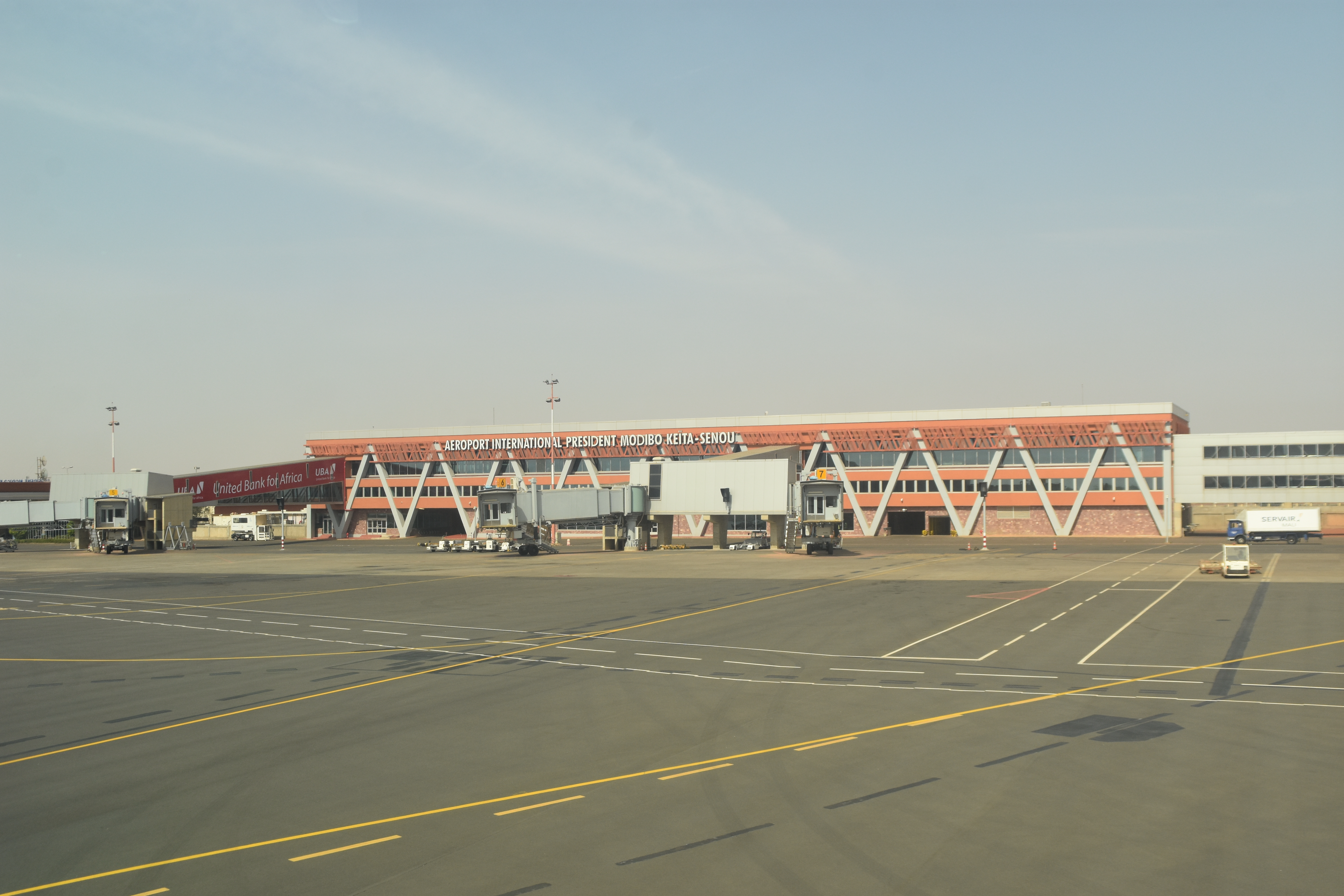
Mezinárodní letšitě v Bamaku.

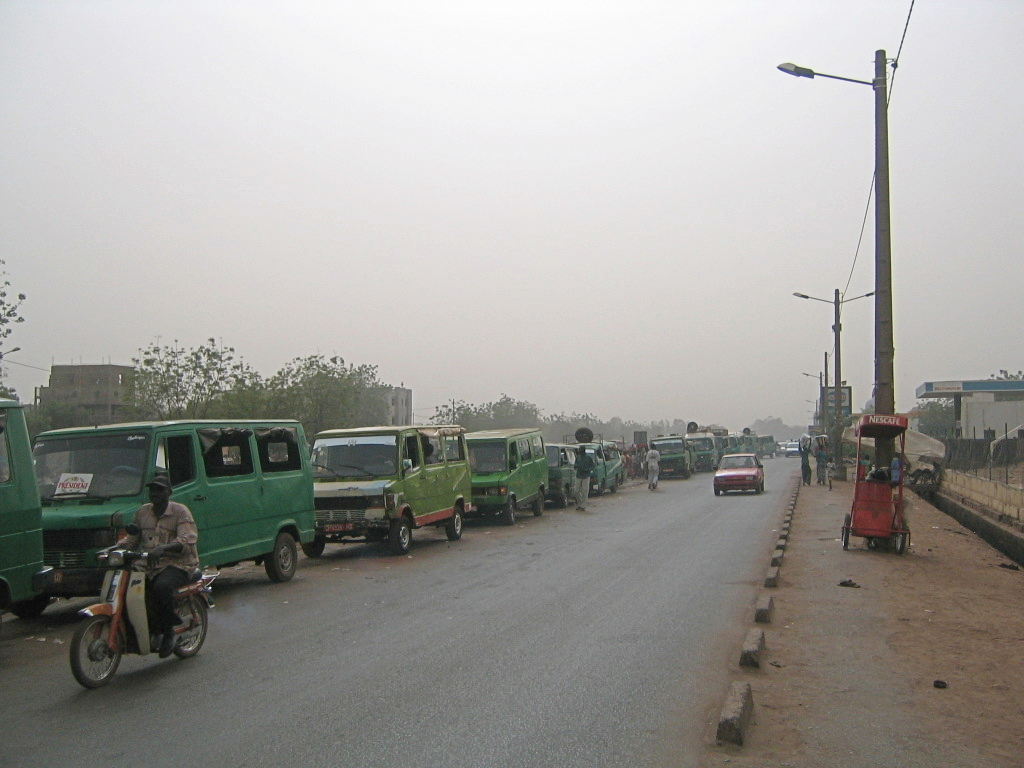
Minibusy sloužící jako městská doprava.

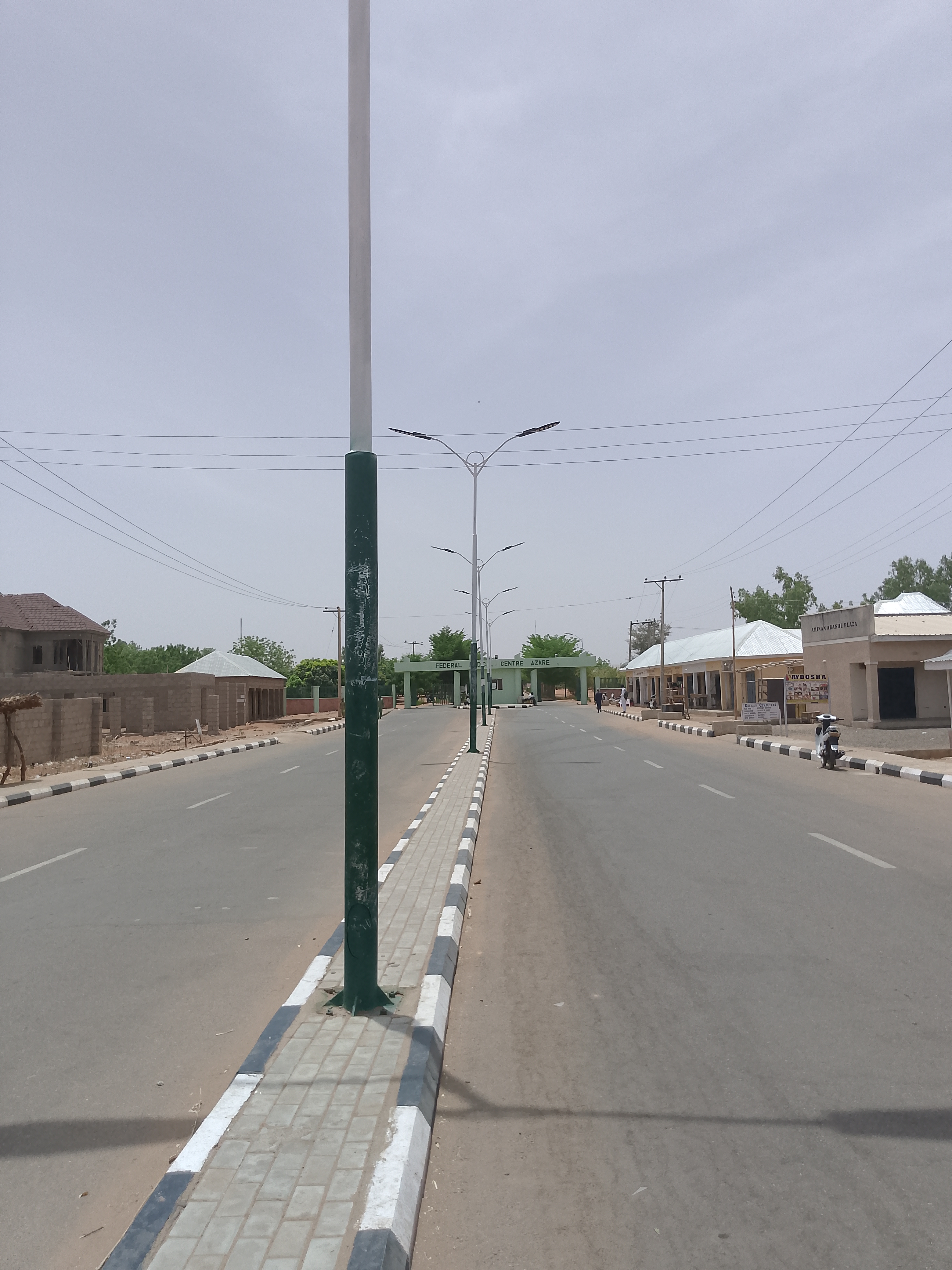
Čtyřproudá městská komunikace.

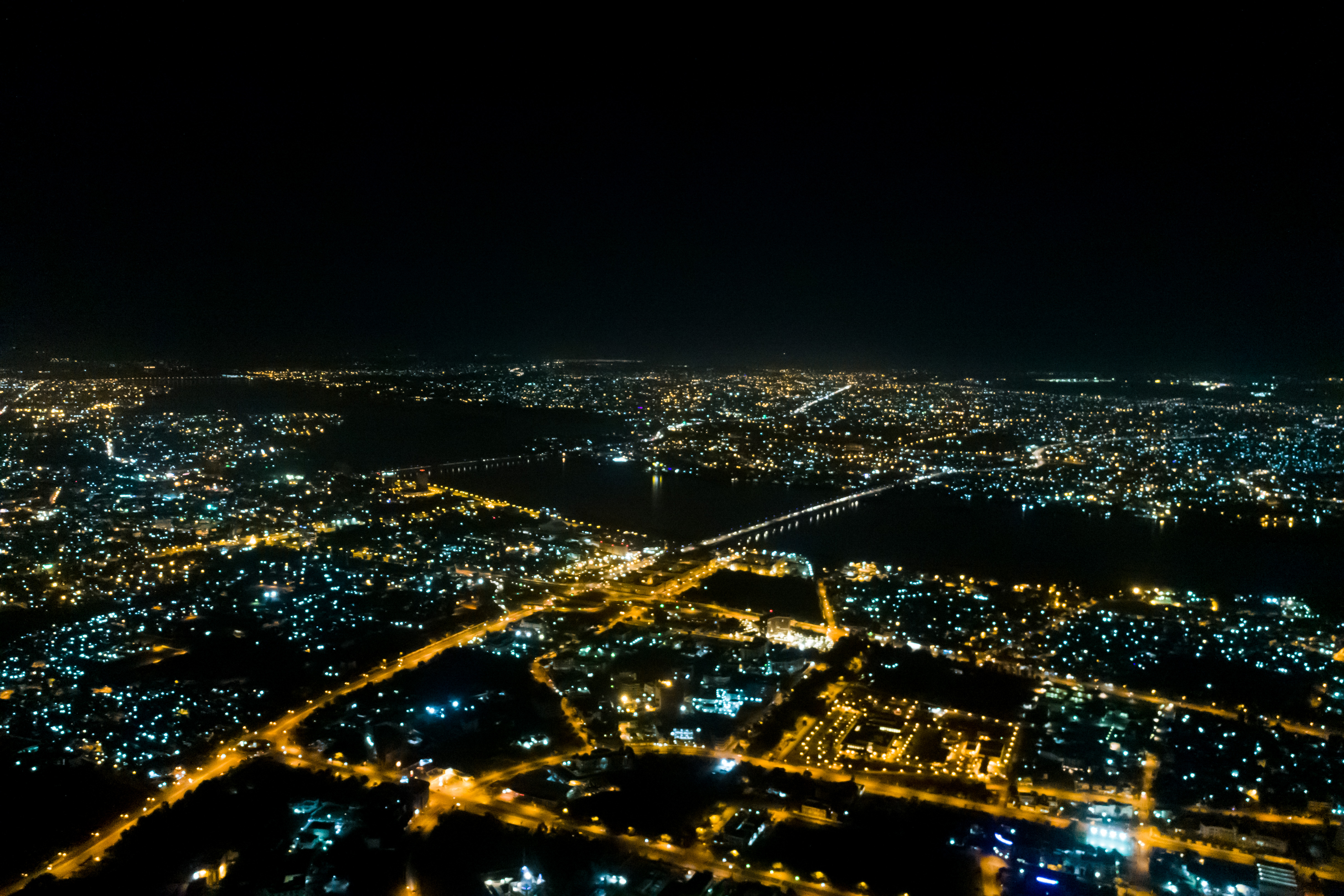
Hlavní město v noci, letecký pohled.

### Silniční doprava
Bamako má přes veletok Niger celkem tři mosty: most Mučedníků (francouzsky Pont des Martyrs), Most krále Fahda (francouzsky Pont du roi Fahda) a Most malijsko-čínského přátelství (francouzsky Pont de l'amitié Sino-Malienne) 

### Železniční doprava
Železniční trať Dakar – Niger vede z Bamaka přes Kitu, Mahinu a město Kayes do přístavního a hlavního města Dakar v Senegalu. V současné době však není v provozu. 
Město pomýšlí na vznik sítě elektrifikované příměstské železnice.

### Vodní doprava
V nedalekém Koulikoru se nachází říční přístav na řece Nigeru. Lodní dopravu zajišťuje většinou Malijská plavební společnost (francouzsky Compagnie malienne de navigation).

### Letecká doprava
Město má vlastní mezinárodní letiště, které stojí 15 km od centra města. Je pojmenováno po již zmíněném Modibu Keïtovi.

### Městská doprava
Městskou dopravu zajišťují většinou minibusy. Dopravní podnik byl založen roku 1978, autobusy jsou zelené barvy a jsou označovány jako Sotrama. Provoz je většinou realizován z okrajových částí města do centra, a to konkrétněji do dvou lokalit: do blízkosti železničního nádraží a tržiště Suguni kura.

## Společnost

### Školství
V roce 2011 zde byly ustanoveny čtyři nové vysoké školy: Univerzita společenských věd a managementu Bamaka (USSGB), Univerzita humanitních věd a společenských věd Bamaka (ULSHB), Univerzita vědy, techniky a technologií Bamaka (USTTB) a Univerzita právních a politických věd Bamaka (USJPB).

### Zdravotnictví
Univerzitní nemocnice Centre Hospitalier Universitaire du Point-G je největší nemocnicí v zemi. Jednalo se původně o vojenskou nemocnici, která vyrostla v 2. desetiletí 20. století a postupně byla upravována různými způsoby do současné podoby.
V roce 2008 byl odsouhlasen vznik nové nemocnice, která měla být realizována za pomoci čínské investice.
Bamako je také sídlem Institutu tropické oftalmologie Afriky (IOTA-CHU).

### Sport
Místní fotbalové týmy, které vyhrávají v národní soutěži, jsou Djoliba AC, Stade Malien a AS Real Bamako. Místní stadion Stade du 26 Mars má kapacitu 50 000 míst. Dokončen byl roku 2001. Stadion Modiby Keïty má kapacitu 35 tisíc míst. Oba stadiony hostily zápasy Afrického poháru národů v roce 2002.
Bamako bylo několikrát dějištěm etap Rallye Paříž-Dakar. Končí zde pravidelný závod Budapešť-Bamako.

## Životní prostředí

### Odpadové hospodářství
Odpadové hospodářství je v stále rostoucím městě palčivým problémem dlouhodobě. Po desetiletí probíhala celá činnost zcela v režimu šedé a černé ekonomiky; roku 2015 došlo ale k privatizaci, což znamenalo, že původní sběrači odpadků se ocitli bez zaměstnání v podstatě přes noc. Nově zajištěná společnost však byla schopná svážet jen 30 % odpadu ve městě. Rozšířily se tak nelegální skládky, jejich přítomnost navíc zhoršuje životní podmínky lidí v okolí žijících, někdy i sousedních škol nebo dalších zařízení. Skutečnost vedla k řadě protestů.

### Znečištění
Znečištění je značné a urbanizace živelná. Infrastruktura, ať už dopravní, ale třeba i kanalizace nebo další spoje je zcela neodpovídající městu s několika miliony obyvatel. Město se potýká s různými druhy odpadu, např. plasty, které se snaží řadou různých akcí omezovat.

## Bezpečnost
V roce 2022 mělo regionální policejní ředitelství okresu Bamako 20 policejních stanic, z nichž každá řídí jeden policejní okrsek. Město se nicméně čas od času potýká s útoky různých teroristických organizací, většinou s džihádistickým pozadím.
Časté bývají i výpadky elektrické energie.

## Kultura

### Kulturní instituce
Národní muzeum Mali (francouzsky Musée National du Mali) shromažďuje lokální archeologické a etnografické sbírky. Národní knihovna Mali má k dispozici okolo 60 tisíc titulů. Knihovna je nejstarší institucí tohoto typu ve městě; založena byla v roce 1944 z iniciativy Francouzského institutu Černé Afriky (francouzsky Institut Français d'Afrique Noire). Působí zde také Palác kultury Amadou Hampaté Ba.
Mimo to ve městě sídlí Regionální muzeum Bamaka a Muzeum Mosa Kundy. Přítomen je i Francouzský institut.

### Kulturní akce
Každé dva roky se koná fotografická výstava „Rencontres africaines de la photographie“. Od roku 2003 se v Bamaku pořádá každoroční hudební festival „Trophées de la musique au Mali“ . Oceňováni jsou nejlepší účastnící se hudebníci.
V 90. letech město proslavili hudebníci Salif Keita a Ali Farka Touré, kteří uspěli v zahraničí, především ve francouzsky mluvících zemích. Například duo Amadou a Mariam svojí písní Dimanche a Bamako (Neděle v Bamaku). Tato skutečnost vedla dokonce i k mírnému nárůstu počtu návštěvníků velkoměsta. 

### Kulturní památky a pamětihodnosti města
Ve městě se nenachází příliš historických staveb. Mezi pamětihodnosti města patří např. socha buvola na Sologonském náměstí a další sochy a památníky, které byly postaveny po vyhlášení nezávislosti. Z koloniální architektury lze zmínit již uvedený Dům řemeslníků nebo např. Růžový trh nebo další stavby, které v této době spatřily světlo světa a dochovaly se do současnosti.

## Ve filmu
V roce 2006 natočil Abderrahmane Sissako dokumentární film Bamako, který popisuje život ve městě i jeho obtížnosti. Soustředí se na proces, ve kterém se dvě strany přou, kdo je odpovědný za velmi nízkou kvalitu života ve městě. Premiéru měl na filmovém festivalu v Cannes v roce 2006.

## Osobnosti
- Amadou a Mariam
- Amkoullel
- Amadou Bourou
- Mohamed Camara
- Souleymane Cissé
- Idrissa Coulibaly
- Malick Coulibaly
- Fatoumata Diabate
- Massa Makan Diabate
- Drissa Diakite
- Mahamadou Diarra
- Drissa Diarra
- Sangaré Niamoto Ba
- Adama Drabo
- Amara Kallé
- Salif Keita
- Seydou Keita
- Seydou Badian Kouyaté
- Sotigui Kouyaté
- Hamchetou Maïga-Ba
- Modibo Maïga
- Inna Modja
- Sangaré Niamoto Ba
- Amadou Sidibé
- Malick Sidibé
- Bakary Soumare
- Jean Tigana
- Fantani Touré
- Oumou Touré Traoré
- Sidi Touré
- Dramane Traoré
- Šaida Zarumeyová
- Mariam Travelé
- Aya Nakamura
- Nema Sagara
- Sidiki Diabate
- Alpha Oumar Konaré
- Modibo Sidibe
- Oumou Sangaré

## Partnerská města
- Angers, Francie (1974)
- Rochester, Spojené státy americké (1975)
- São Paulo, Brazílie (2000)
- Bobo-Dioulasso, Burkina Faso
- Dakar, Senegal
- Lipsko, Německo